# Драма (Болгарія)
Дра́ма (болг. Драма) — село в Ямбольській області Болгарії. Входить до складу общини Тунджа.

## Населення
За даними перепису населення 2011 року у селі проживали 78 осіб.
Національний склад населення села:
| Національність   | Кількість осіб | Відсоток |
| ---------------- | -------------- | -------- |
| болгари          | 70             | 89,7%    |
| цигани           | 5              | 6,4%     |
| турки            | 0              | 0%       |
| інша             | 3              | 3,8%     |
| не визначились   | 0              | 0%       |
| Всього відповіли | 78             |          |

Розподіл населення за віком у 2011 році:
Динаміка населення: